# 立方八面体
立方八面体 (りっぽうはちめんたい、英: cuboctahedron)またはベクトル平衡体 (-へいこうたい、英: vector equilibrium)、異相双三角台塔（いそうそうさんかくだいとう、英: triangular gyrobicupola）とは、半正多面体、準正多面体の一種で、正六面体または正八面体の各頂点を辺の中心まで切り落とした立体である。
正四面体の辺を削ったような形や、2つの正三角台塔を底面同士で60°ずらして張り付けた形にもなっている。

## 特徴
- 表面積: 一辺を{\displaystyle a}とすると {\displaystyle S=(6+2{\sqrt {3}})a^{2}}
- 体積: 一辺を{\displaystyle a}とすると {\displaystyle V={5{\sqrt {2}} \over {3}}a^{3}}

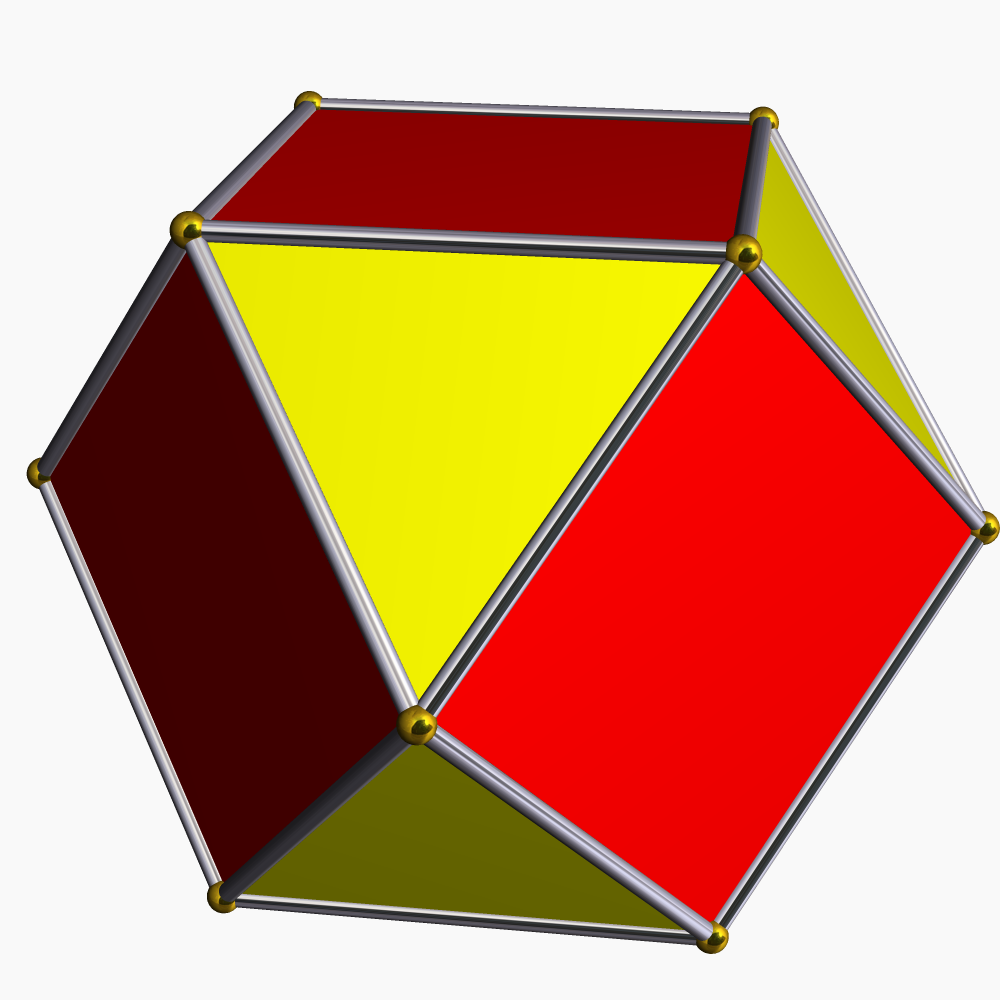
赤い面は正六面体由来、黄色い面は正八面体由来

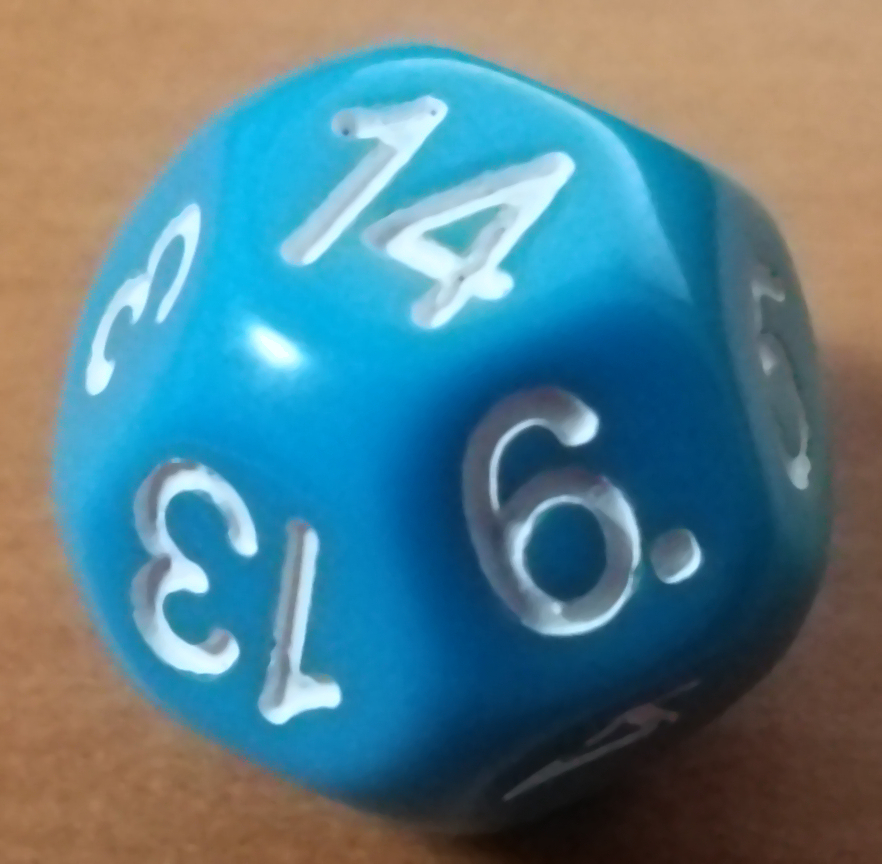
立方八面体サイコロ(面取り)

- 外接球半径: 一辺を2とすると2（「辺の長さ」と「頂点と立体中心との間の距離」とが等しい）
- 星型の数: 18（表面のみ…10、裏面使用…8）

## 頂点を共有する立体

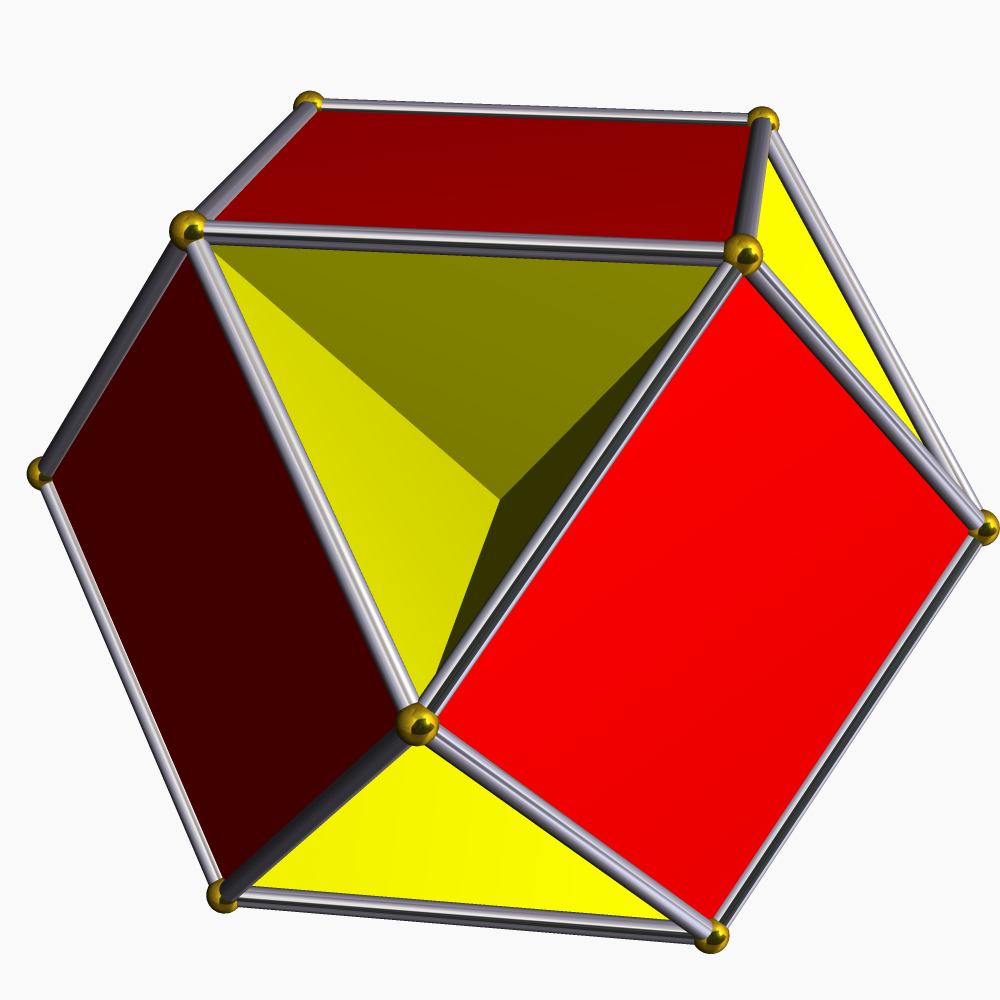
立方半八面体
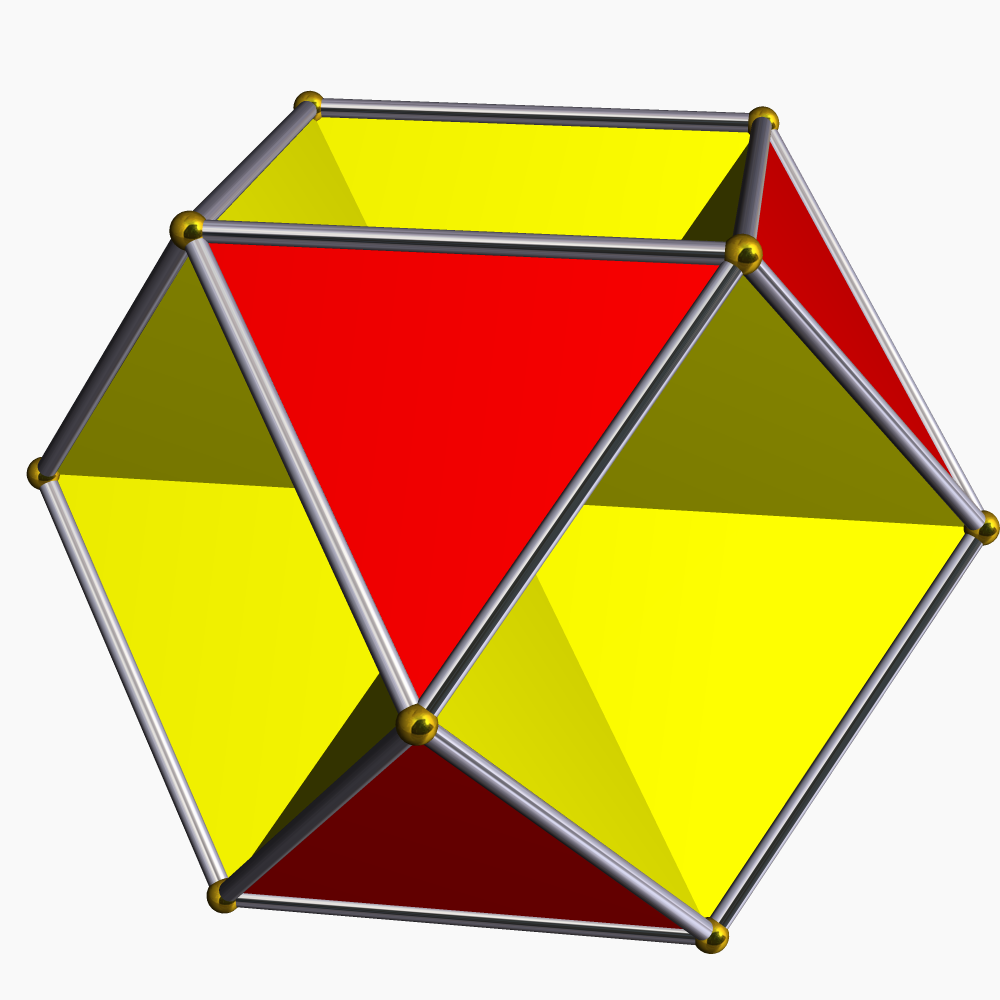
八面半八面体

## 派生的な立体

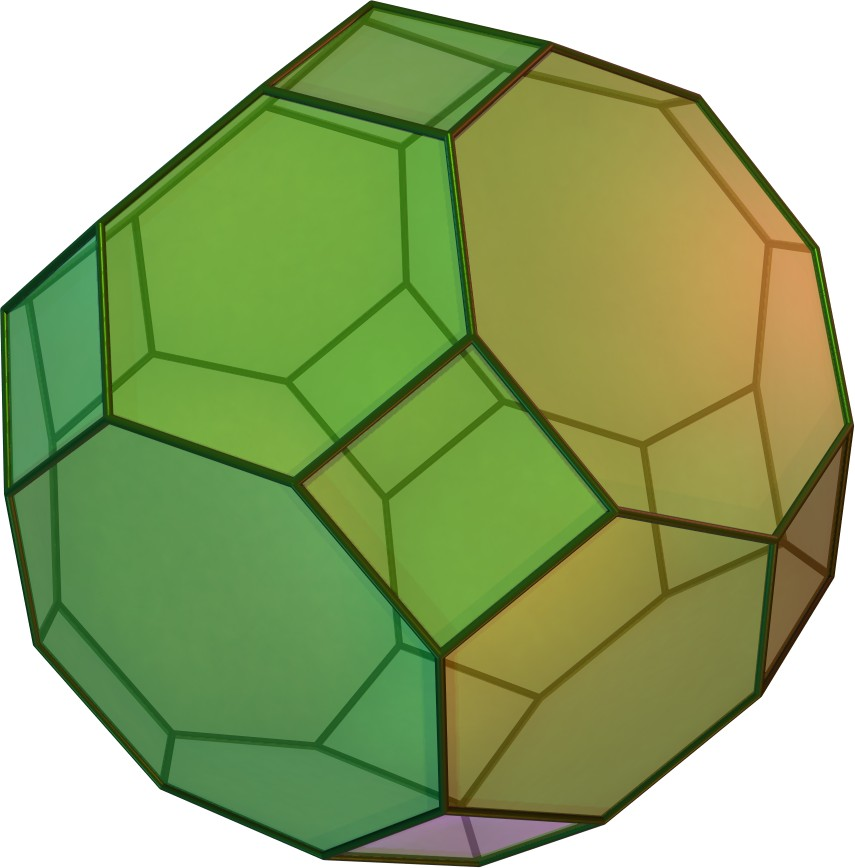
斜方切頂立方八面体 tr{4, 3}
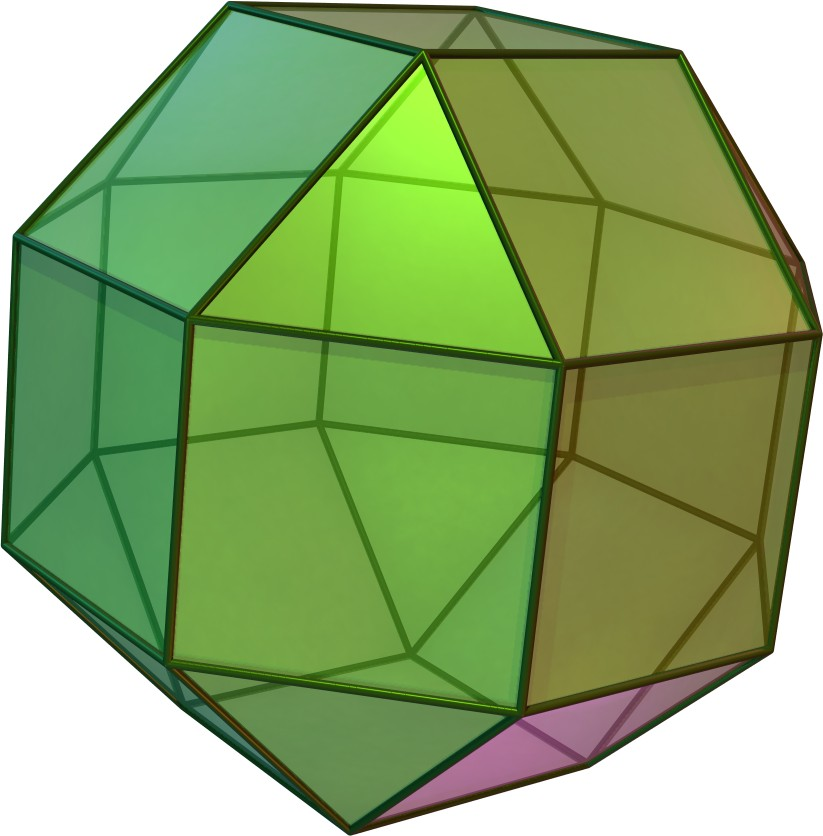
斜方立方八面体 rr{4, 3}
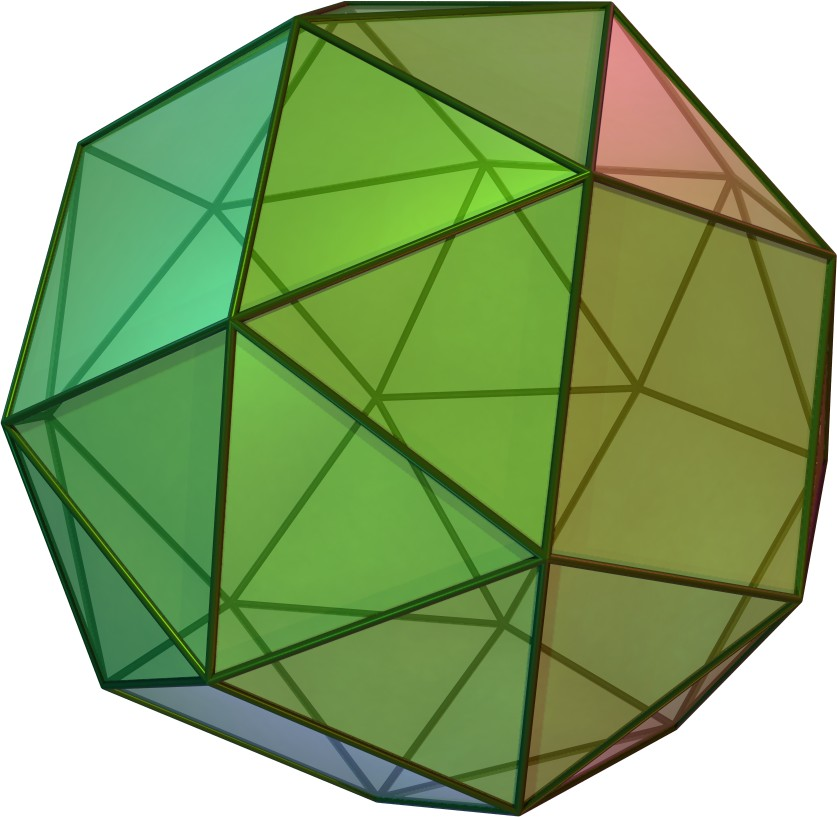
変形立方体 sr{4, 3}
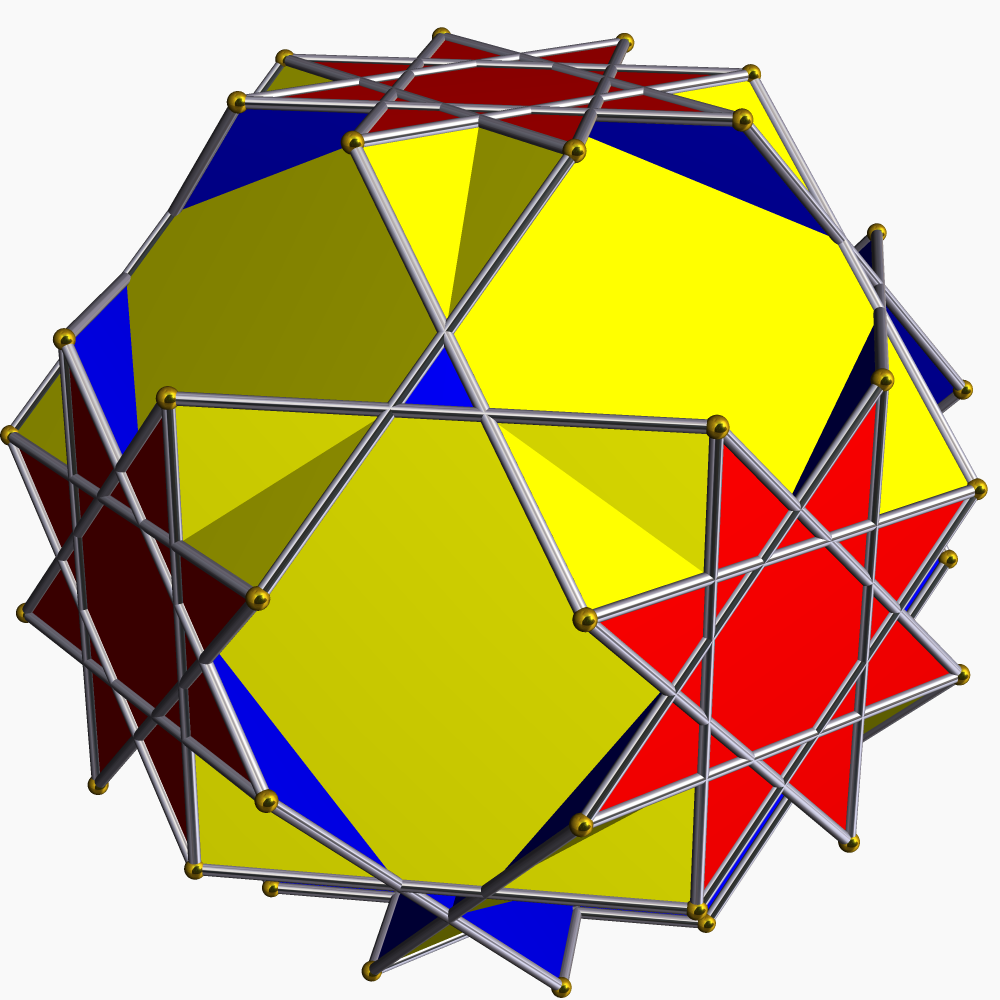
大切頂立方八面体 tr{4/3, 3}
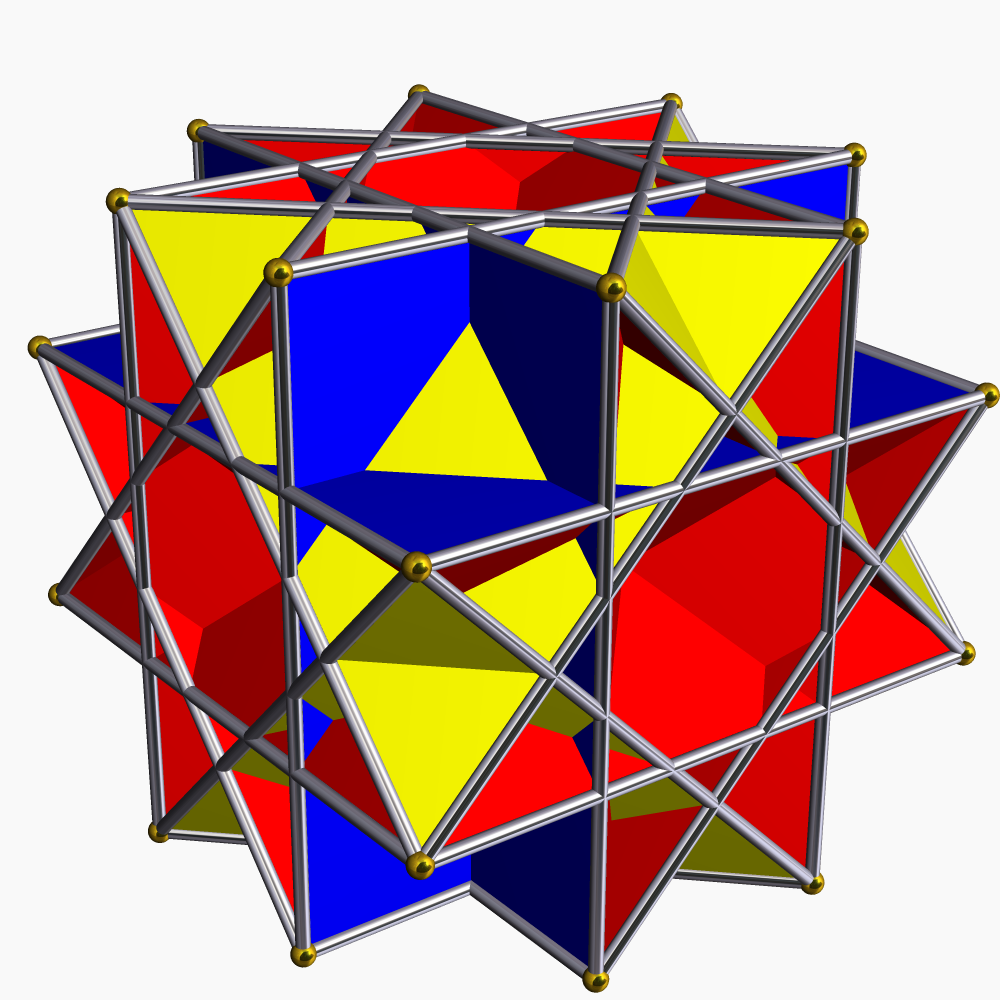
一様大斜方立方八面体 rr{4, 3/2}
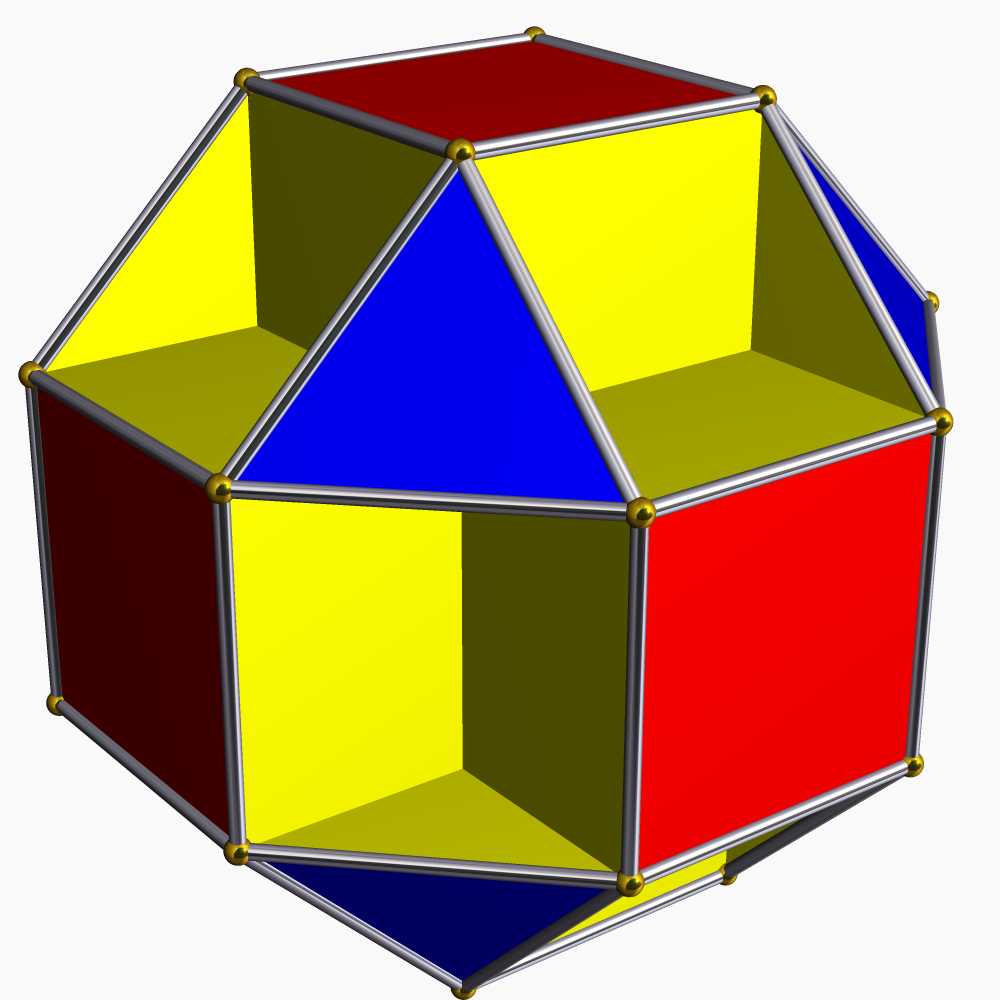
小立方立方八面体
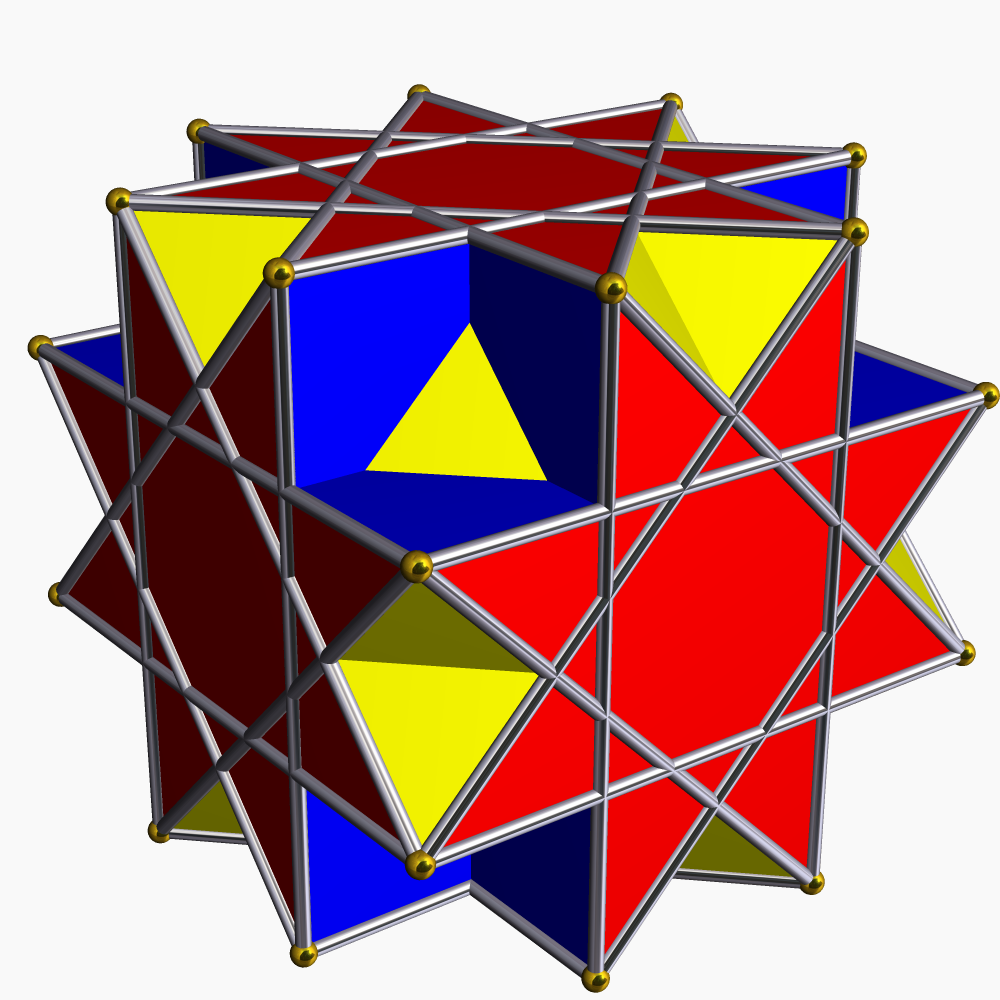
大立方立方八面体
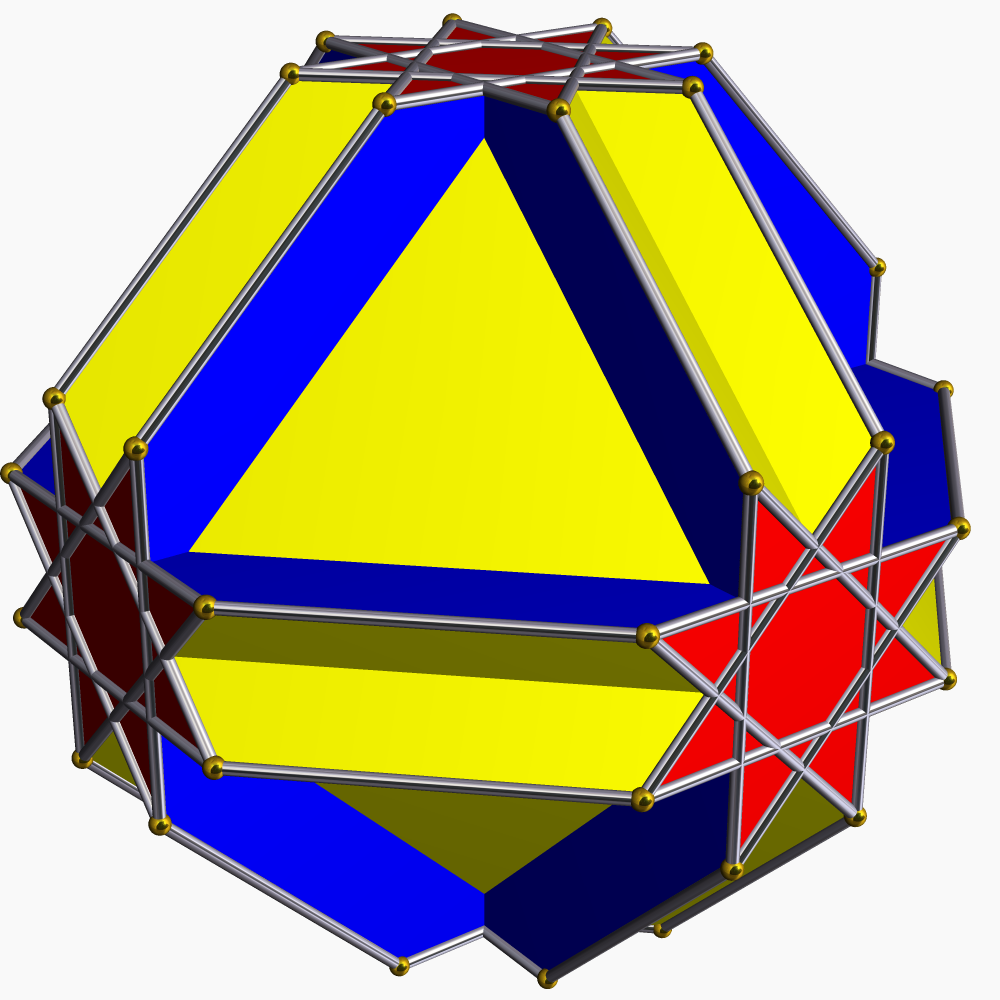
立方切頂立方八面体
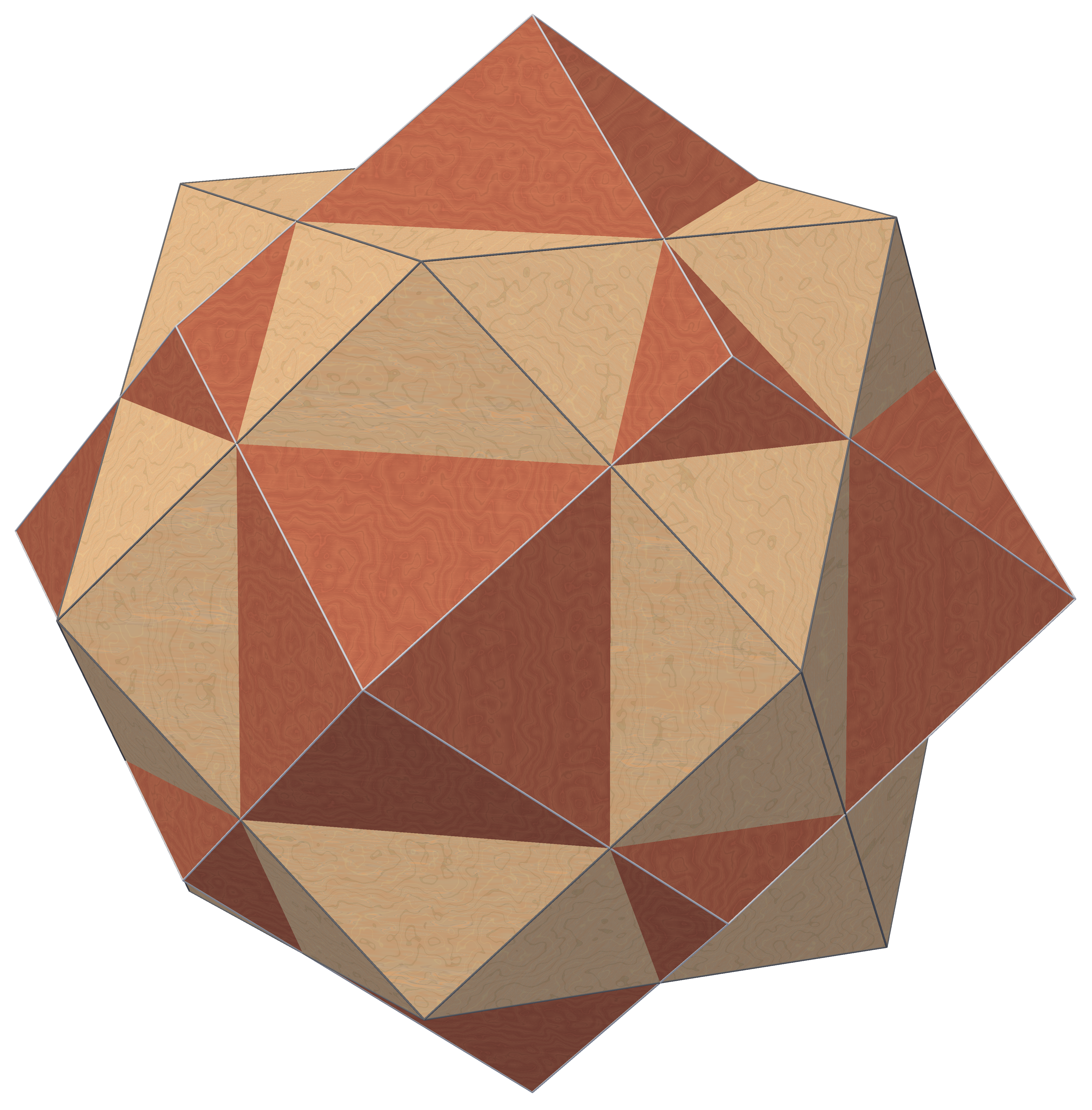
立方八面体と菱形十二面体による複合多面体
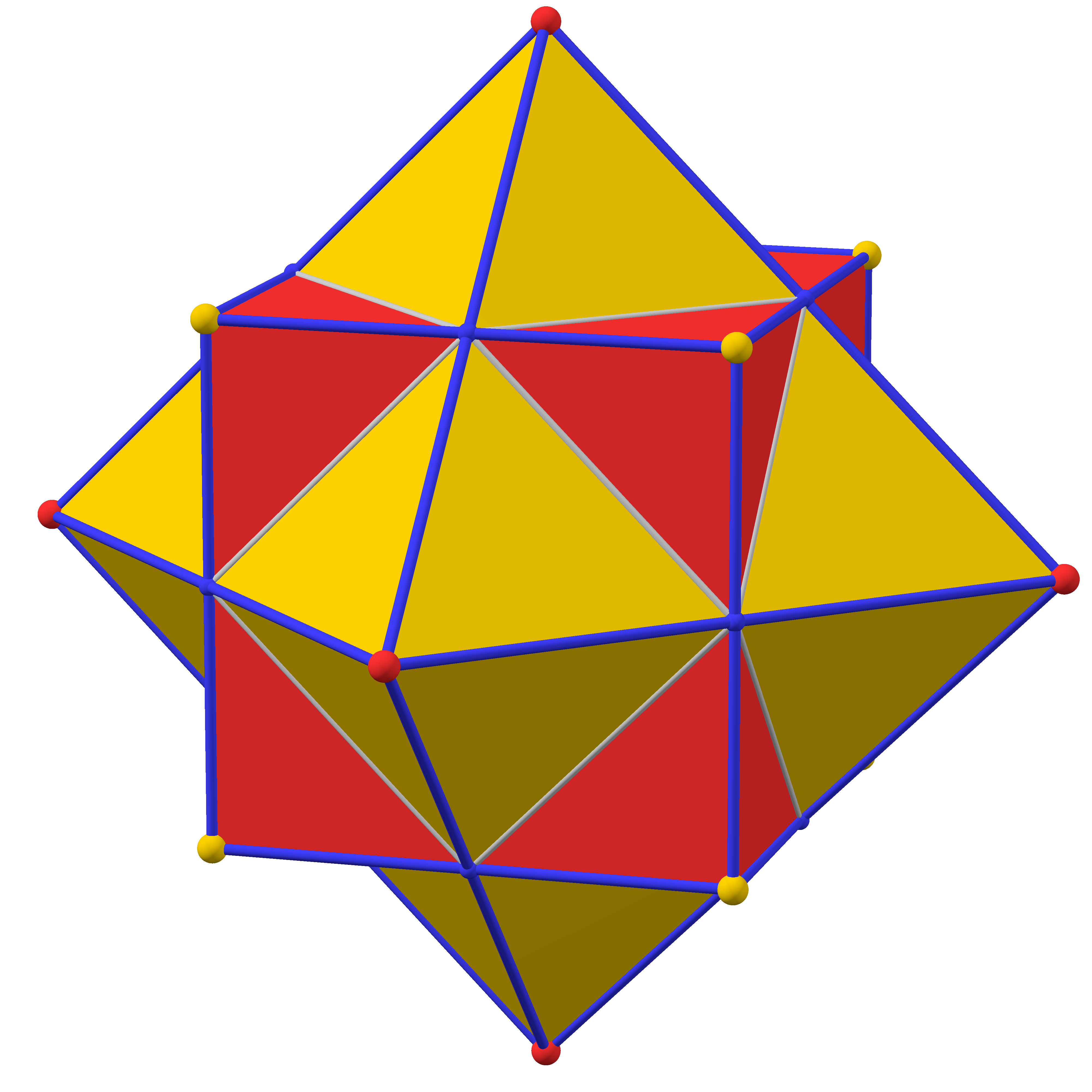
立方体と正八面体による複合多面体 （最初の星型）

## 近縁となるジョンソンの立体

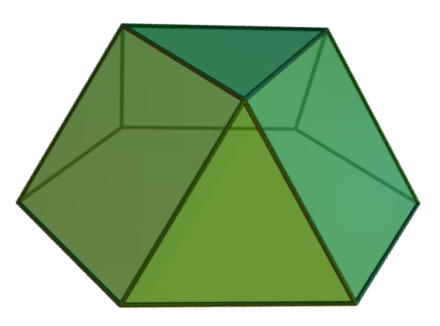
正三角台塔 （半分に割る）
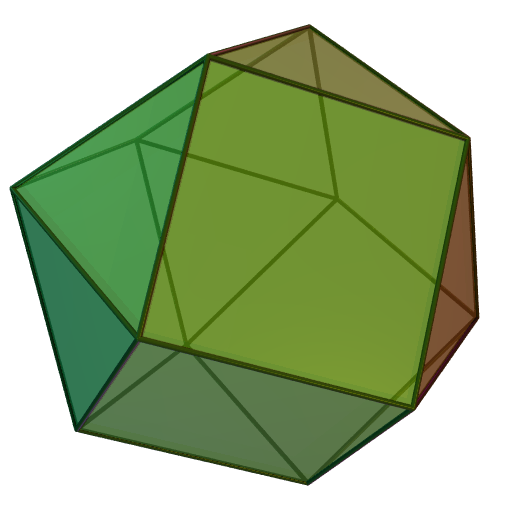
同相双三角台塔 （片側を60°捻る）
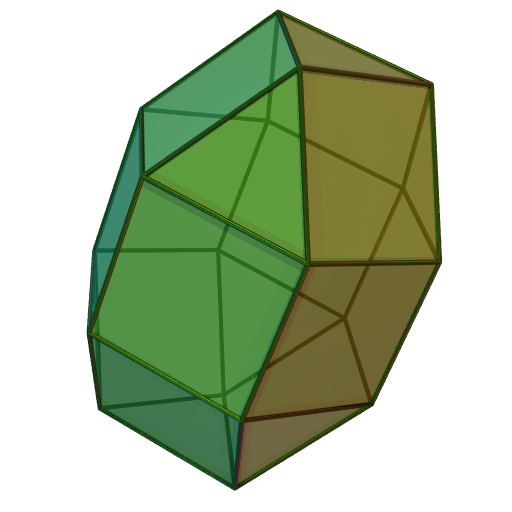
異相双三角台塔柱 （間に正六角柱を挟む）
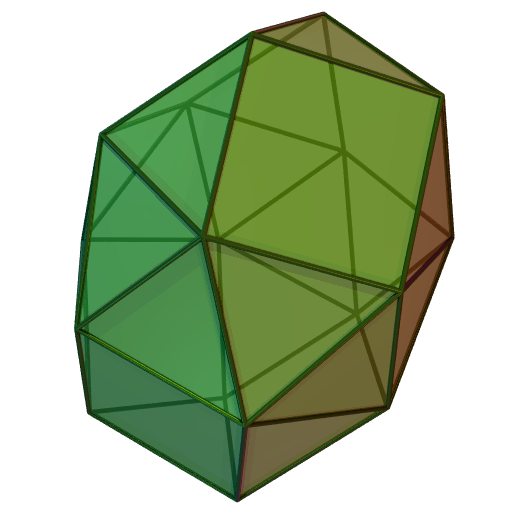
双三角台塔反柱 （片側を30°捻り、間に正反六角柱を挟む）
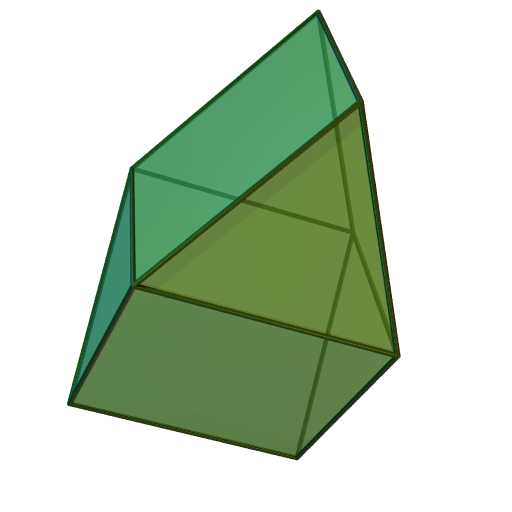
異相双三角柱 （台塔の角の数を減らす）
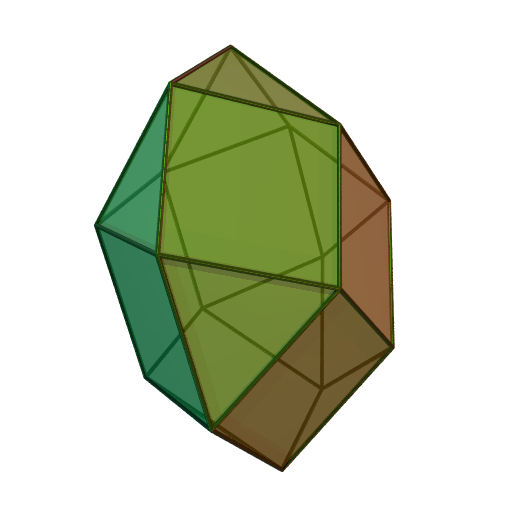
異相双四角台塔 （台塔の角の数を増やす）